# Назарчук, Артур
Артур Назарчук (рум. Artur Nazarciuc; род. 6 января 2004) — молдавский футболист, вратарь клуба «Бэлць», и сборной Молдовы по футболу до 21 года. Победитель дивизиона «A» в сезоне 2020/2021, финалист кубка Молдовы в сезоне 2022/2023.

## Биография
Начал заниматься футболом в первом классе. Воспитанник спортивной школы города Бельцы. Летом 2020 года 16-летний вратарь заключил контракт с клубом «Бэлць». Вместе с командой стал победителем Дивизиона «A». Дебют в высшем молдавском дивизионе состоялся 1 июля 2021 года, тогда «Бэлць» сумел обыграть тираспольский «Шериф» (1:0).
В августе 2021 года был вызван в стан юношеской сборной Молдовы до 19 лет. в 2024 году был вызван играть за юношескую сборную Молдовы до 21 года, дебют состоялся 18 ноября 2024 года в матче против сборной молодёжной сборной Албании до 21 года, который закончился со счетом 4:0 в пользу Албании. В сезоне 2024/2025 стал основным вратарем команды ФК «Бэлць». И начал регулярно появляться в символических сборных молдавской суперлиги.
30 октября 2024 года стал клиентом футбольного агентства Easy Progress.
В первой половине сезона 2024/2025 молдавской Суперлиги стал вторым лучшим вратарем по сухим матчей (7 матчей из 13), пропустив 9 голов, был обогнан Дмитрием Челядником сумевшим отыграть на ноль в 8 матчах из 13.
28 ноября 2024 года вместе с Дмитрием Рогаком стал гостем студии «СП», приняв участие в 35-минутном интервью, в котором рассказали о ближайших целях и жизни в футбольном клубе
По состоянию на 11 мая 2025 года transfermarkt оценивает его рыночную стоимость в 150 тысяч евро
Является одним из самых перспективных вратарей Молдовы, отличается хорошей реакцией, уверенной игрой и хорошими лидерскими качествами.

## Достижения
- Победитель Дивизиона «A»: 2020/21
- Финалист кубка Молдовы 2022/2023
- Лучший игрок первой половины сезона 2024/2025 по мнению болельщиков ФК «Бэлць»